# Новиково (городской округ Клин)
Новиково — деревня в Клинском районе Московской области России. Входит в состав сельского поселения Петровское. Население — 30 чел. (2010).

## Население
| 1852 | 1859 | 1890 | 1926 | 2002 | 2006 | 2010 |
| ---- | ---- | ---- | ---- | ---- | ---- | ---- |
| 172  | ↘59  | ↗310 | ↘307 | ↘23  | ↗24  | ↗30  |

## География
Расположена в западной части района, вблизи автодороги Р107 Клин — Лотошино, примерно в 25 км к юго-западу от города Клина. Связана автобусным сообщением с районным центром. В деревне одна улица — Садовая. Ближайшие населённые пункты — деревни Лукино и Спецово.

## История
В «Списке населённых мест» 1862 года Новикова — владельческая деревня Клинского уезда Московской губернии по правую сторону Волоколамского тракта, в 30 верстах от уездного города, при колодцах, с 9 дворами и 59 жителями (42 мужчины, 17 женщин).
По данным на 1890 год входила в состав Петровской волости Клинского уезда, число душ составляло 310 человек.
В 1913 году — 57 дворов и земское училище.
По материалам Всесоюзной переписи населения 1926 года — центр Новиковского сельсовета Петровской волости, проживало 307 жителей (142 мужчины, 165 женщин), насчитывалось 64 крестьянских хозяйства.
С 1929 года — центр Новиковского сельсовета в составе Клинского района Московского округа Московской области. Постановлением ЦИК и СНК СССР от 23 июля 1930 года округа́ как административно-территориальные единицы были ликвидированы.
С 1939 года — центр Новиковского сельсовета Высоковского района Московской области, образованного из части Клинского района в результате его разукрупнения.
В 1957 году Высоковский район был упразднён, а его территория возвращена Клинскому району.
1963—1965 — в составе Солнечногорского укрупнённого сельского района.
В 1975 году Новиковский сельсовет был упразднён, все его селения переданы Тарховскому сельсовету.
В 1994 году Московской областной думой было утверждено положение о местном самоуправлении в Московской области, сельские советы как административно-территориальные единицы были преобразованы в сельские округа.
В 1995 году из-за переноса административного центра Тарховский сельский округ был преобразован в Елгозинский.
1994—2006 год — деревня Елгозинского сельского округа Клинского района.
С 2006 года — деревня сельского поселения Петровское Клинского района Московской области.